# Línea Ibaiondo - Salburua (Tranvía de Vitoria)
La línea Ibaiondo - Salburua es una de las dos líneas que componen el Tranvía de Vitoria y que une los ramales 2 y 4, correspondientes a los barrios que dan nombre a la línea, con el centro de la ciudad.
La línea Ibaiondo - Salburua atraviesa los barrios de Salburua, Santa Lucía, Desamparados, Ensanche, Lovaina, Txagorritxu, Coronación, El Pilar, Gazalbide, Lakua, Sansomendi e Ibaiondo. En su itinerario se encuentran lugares importantes como el Iradier Arena, el Parlamento Vasco/Eusko Jaurlaritza, la Catedral de María Inmaculada, el Palacio de Congresos Europa Batzar Jauregia, la estación de autobuses, la sede del Gobierno Vasco de Lakua y el Hospital de Txagorritxu.

## Historia
Esta línea fue construida en dos partes. La primera de ellas, la cual comprende entre las paradas de Ibaiondo y Angulema (ramal número 2 y antiguo ramal número 1 respectivamente) y que entre las paradas de Honduras y Angulema funciona como tramo común entre ambas líneas, fue inaugurado el 23 de diciembre de 2008 por el lehendakari Juan Jose Ibarretxe, por el alcalde de Vitoria Patxi Lazcoz y el antiguo alcalde Alfonso Alonso. El segundo tramo ha sido el último en inaugurarse en toda la red y corresponde al ramal de Salburua, entre las paradas de Florida y Salburua (ramal número 4), y fue inaugurado el 11 de abril de 2023.
Antes de la ampliación del tranvía a Salburua, el tranvía de esta línea llegaba a cubrir el trayecto sur, hasta el barrio de Adurtza y el campus universitario, desde su puesta en marcha el 15 de febrero de 2020 hasta el 31 de marzo de 2023.

## Paradas
| Parada | Parada | Parada | Parada                         | Correspondencia    |
| ------ | ------ | ------ | ------------------------------ | ------------------ |
|        | ■      |        | Ibaiondo                       |                    |
|        | ■      |        | Landaberde                     |                    |
|        | ■      |        | Lakuabizkarra                  |                    |
|        | ■      |        | Wellington                     | 7                  |
|        | ■      |        | Txagorritxu                    | 2A 2B              |
|        | ■      |        | Euskal Herria                  | 2A 2B              |
|        | ■      |        | Honduras                       | TVG 1 8            |
|        | ■      |        | Europa                         | TVG 1 5 8          |
|        | ■      |        | Antso Jakituna/Sancho el Sabio | TVG                |
|        | ■      |        | Lovaina                        | TVG 4 5 6 7 10     |
|        | ■      |        | Legebiltzarra/Parlamento       | TVG 1 4 5 6 7 10   |
|        | ■      |        | Angulema                       | TVG 1 3 4 6 7 9 10 |
|        | ■      |        | Florida                        | TVG 3 7 8 9 10     |
|        | ■      |        | Santa Luzia                    | 2A 2B 7            |
|        | ■      |        | Iliada                         | 7                  |
|        | ■      |        | Nikosia                        | 6                  |
|        | ■      |        | La Unión                       | 6                  |
|        | ■      |        | Salburua                       | 5                  |

## Explotación

### Frecuencias
La línea está operativa todos los días del año y todos los tranvías realizan el recorrido completo. Estas son las frecuencias para cada uno de los sentidos:

#### Ibaiondo → Salburua
- Laborables: 15' (de 06:00 a 21:45) - 20' (de 21:45 a 22:45)
- Sábados, Domingos y Festivos: 15' (de 06:30 a 21:45) - 20' (de 21:45 a 22:45)

#### Salburua → Ibaiondo
- Laborables: 15' (de 06:14 a 22:29) - 20' (de 22:29 a 23:09) + 23:25
- Sábados, Domingos y Festivos: 15' (de 06:59 a 22:29) - 20' (de 22:29 a 23:09) + 23:25

Desde el mes de agosto de 2023, Euskotren establecía por primera vez una frecuencia de 20 minutos a diario desde el fin de las fiestas de La Blanca, hasta el primer día de labor del mes de septiembre; por lo que en 2023 el cambio de frecuencias se aplicó desde el 10 de agosto hasta el 4 de septiembre, donde a partir de entonces vuelve a establecerse la frecuencia habitual de 15 minutos a diario.
En agosto de 2022, con motivo de las obras de empalme de la vía muerta en la calle Florida (donde cambiaba de vía el tranvía de Abetxuko cuando acababa en esta parada), con el nuevo ramal a Salburua, los tranvías de Abetxuko e Ibaiondo tuvieron que cambiar su frecuencia a 20 minutos durante todo el mes de agosto, dado que ambos tranvías llegaron hasta Unibertsitatea al tener la calle Nieves Cano una sola vía donde no podrían coincidir los convoyes.